# Terra di Bari (provincia)
La Terra di Bari fu una unità amministrativa del Regno di Sicilia, prima, del Regno di Napoli, poi, ed infine del Regno delle Due Sicilie.
Il territorio confinava a nord con la Capitanata, a sud con la Terra d'Otranto e ad ovest con il Giustizierato di Basilicata; corrispondeva all'attuale Città metropolitana di Bari, alla parte meridionale dell'odierna provincia di Barletta-Andria-Trani ed ai comuni brindisini di Cisternino e Fasano.

## Il giustizierato
Nel XIII secolo, Federico II, che già da tempo cercava di contenere il potere feudale a favore di quello regio, costituì il giustizierato di Puglia; quest'ultimo fu poi suddiviso (non prima del 1233) nei due giustizierati di Terra di Bari (corrispondente grosso modo all'antica Peucezia) e Terra d'Otranto. Nell'ambito del processo di centralizzazione voluto dal sovrano palermitano, l'amministrazione dei territori del regno, suddivisi in distretti di giustizia imperiale, veniva affidata ad un rappresentante del potere regio, il Gran Maestro Giustiziere, attraverso il quale l'autorità del re si sovrapponeva a quella dei feudatari. 
A differenza delle moderne province, i giustizierati non avevano un vero e proprio capoluogo; i giustizieri erano infatti tenuti ad recarsi di volta in volta nei vari centri abitati (demaniali o infeudati che fossero) per dirimere le controversie e assicurare la giustizia. Il giustizierato della Terra di Bari ospitò quindi i suoi Giustizieri in città quali Bari e Trani.
Con la guerra del Vespro e la scissione del regno in due, il Giustizierato della Terra di Bari rimase nel Regno di Napoli. 
In epoca aragonese, il sistema dei giustizierati fu soppresso: la figura del giustiziere fu sostituita da un funzionario, sempre di nomina reale, definito preside, mentre le circoscrizioni amministrative furono indicate, semplicemente, come province.

## La Sacra Regia Udienza

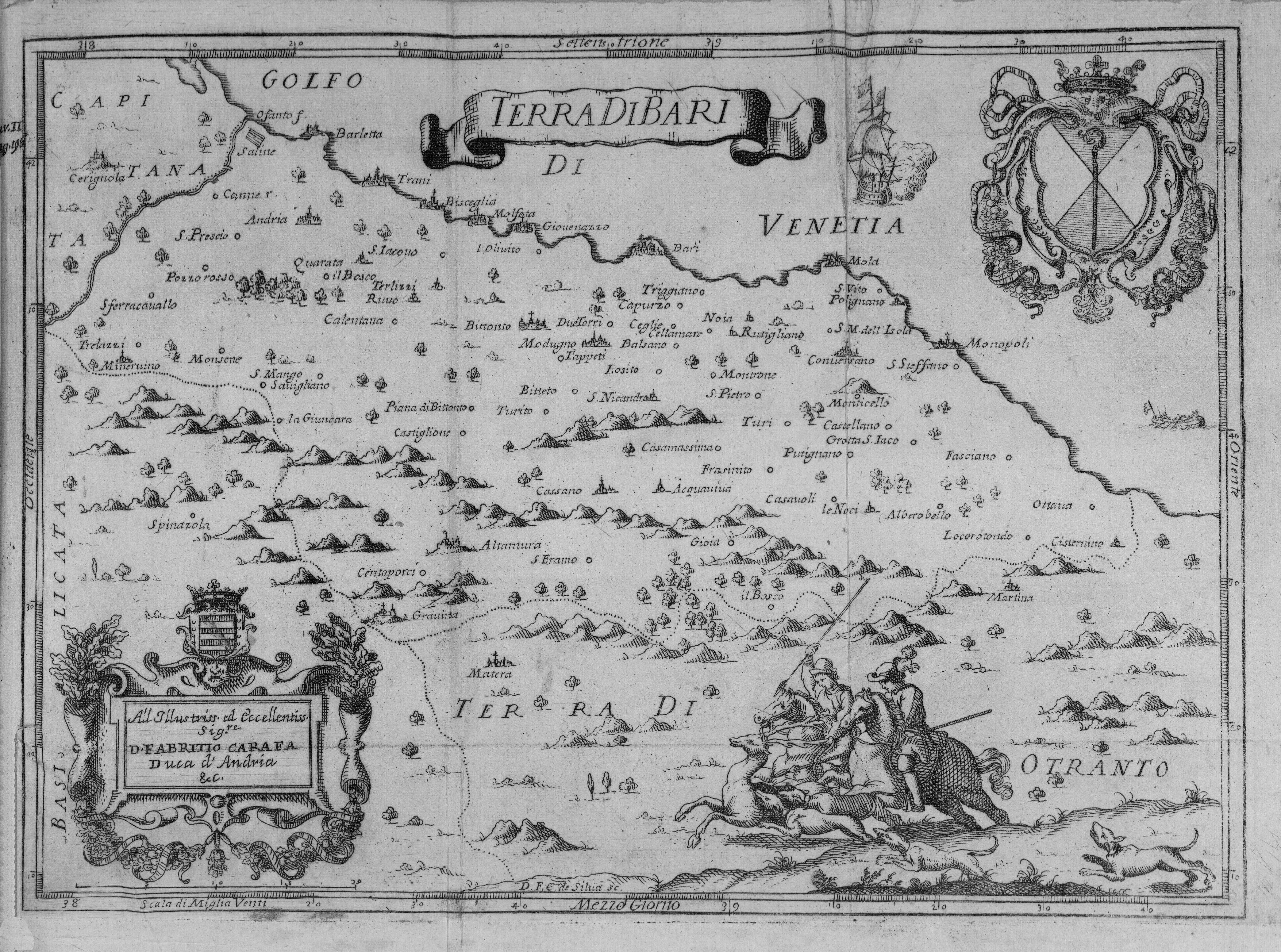
Mappa storica della Terra di Bari, da "Il regno di Napoli in prospettiva" dell'abate Pacichelli; Napoli, Stamperia di Michele Luigi Mutio, 1703.

Il Viceré Don Giovanni di Zunica, Principe di Pietraperzia, nel 1582 comunicò a Filippo II, re di Spagna, Napoli e Sicilia, figlio di Carlo V d'Asburgo, che sarebbe stato opportuno dotare la Sacra Regia Udienza di un'ulteriore sede, oltre a quella di Lecce, per via della distanza e della difficoltà nelle comunicazioni fra quest'ultima e le città della provincia, e di crearne quindi un’altra nella Terra di Bari che avesse le medesime competenze. 
Re Filippo II, nel 1583, indicò Trani come capoluogo della Sacra Regia Udienza per la provincia di Terra di Bari.
Il decreto per l'istituzione della Regia Udienza, tuttavia, fu consegnato in bianco nel punto dove indicare la città da destinare a sede, a Don Diego de Vargas, nominato Preside della Provincia dal Viceré Don Pedro Téllez-Girón, I duca di Osuna. Il De Vargas, giunto a Bari nel 1584, indicò questa quale sede della Regia Udienza, ma per la durata di due anni a titolo di prova. Re Filippo II, terminato il periodo di prova, su proposta del Viceré di Osuna e con l'appoggio del Preside de Vargas, il 24 giugno 1585 decretò che avrebbe stabilito a Trani la sede definitiva della Sacra Regia Udienza della Provincia in quanto la città aveva grande fama, specialmente in ambito giudiziario. 
La Sacra Regia Udienza, corrispondente all'attuale Corte d'appello, ebbe competenze giurisdizionali di seconda istanza in ambito civile, penale ed amministrativo, e quella dei gravami dalle sentenze dei giudici minori di tutta la provincia di Terra di Bari della quale facevano parte anche Matera e Casaltrinità; in appello prima di allora erano giudicate dalla Gran Corte della Vicaria di Napoli. Il Preside oltre che capo della Provincia ricopriva anche altri importanti ruoli, ovvero Governatore delle armi e Capo Politico, ed in tale qualità presiedeva il Tribunale Militare sottoposto alla Regia Generale Udienza di Napoli.
Trani, quindi, nel luglio 1586, dopo che fu abolita la Corte del Capitano già operante in città dal 1424, divenne sede della Sacra Regia Udienza della provincia di Terra di Bari, mantenendo il ruolo di Capoluogo della Provincia fino al 1806. La sede fu posta inizialmente nel Castello Regio, per poi passare a diversi altri palazzi della città, tra cui quello attualmente sede di sezione dell'Archivio di Stato.

## La provincia
Con la legge 132 del 1806 "Sulla divisione ed amministrazione delle provincie del Regno", varata l'8 agosto di quell'anno, Giuseppe Bonaparte riformò la ripartizione territoriale dello Stato sulla base del modello francese.
Negli anni successivi (tra il 1806 ed il 1811), una serie di regi decreti completarono il percorso d'istituzione delle province con la specifica dei comuni che in esse rientravano e la definizione dei limiti territoriali e delle denominazioni di distretti e circondari in cui veniva suddivisa ciascuna provincia.
Dal 1º gennaio 1817 l'organizzazione amministrativa venne definitivamente regolamentata con la Legge riguardante la circoscrizione amministrativa delle Provincie dei Reali Domini di qua del Faro del 1º maggio 1816.

La sede degli organi amministrativi fu ubicata a Bari nell'attuale sede della prefettura in Piazza Libertà.

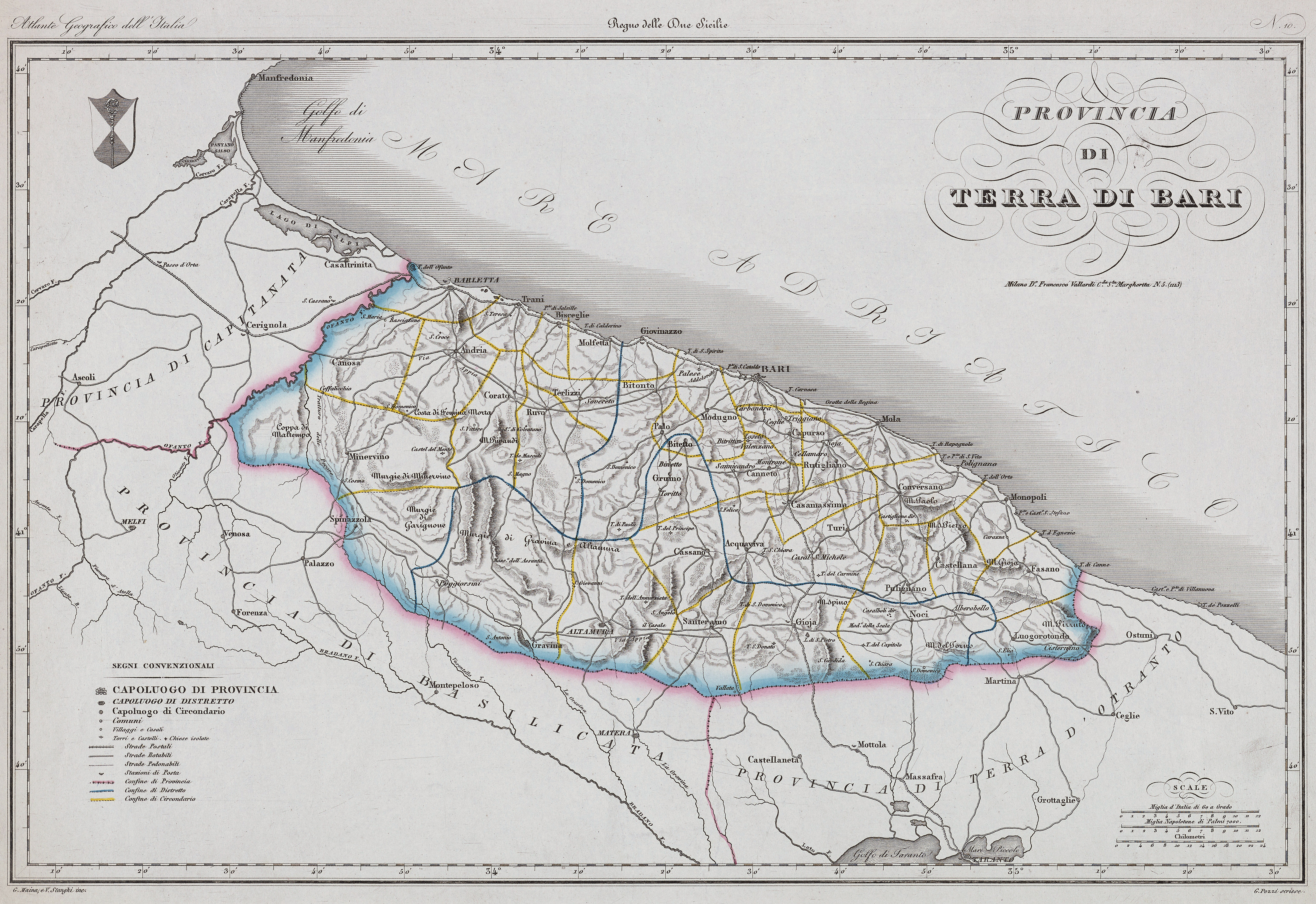
Mappa della Provincia di Terra di Bari, dall'Atlante Geografico dell'Italia del Vallardi, 1860 circa; la carta riporta la suddivisione amministrativa a seguito delle modifiche apportate dalla legge 132 del 1806.

### Suddivisione amministrativa
La provincia era suddivisa in successivi livelli amministrativi gerarchicamente dipendenti dal precedente. Al livello immediatamente successivo alla provincia individuiamo i distretti che, a loro volta, erano suddivisi in circondari. I circondari erano costituiti dai comuni, l'unità di base della struttura politico-amministrativa dello Stato moderno, ai quali potevano far capo i villaggi, centri a carattere prevalentemente rurale.
La provincia comprendeva i seguenti distretti:
- Distretto di Bari, istituito nel 1806
- Distretto di Barletta, istituito nel 1806
- Distretto di Altamura, istituito nel 1806

Ogni distretto era suddiviso in circondari per un totale di 37.

### Comuni della Terra di Bari
Durante il Regno delle Due Sicilie, la provincia di Terra di Bari comprendeva 53 comuni, inclusa Bari, il capoluogo.
- Acquaviva
- Alberobello
- Altamura
- Andria
- Bari
- Barletta
- Binetto
- Bisceglie
- Bitetto
- Bitonto
- Bitritto
- Canneto
- Canosa
- Capurso
- Carbonara
- Casal San Michele
- Casamassima
- Cassano
- Castellana
- Ceglie
- Cellamare
- Cisternino
- Conversano
- Corato
- Fasano
- Gioia
- Giovinazzo
- Gravina
- Grumo Appula
- Locorotondo
- Loseto
- Minervino
- Modugno
- Mola
- Molfetta
- Monopoli
- Montrone
- Noci
- Noja
- Palo
- Polignano
- Putignano
- Rutigliano
- Ruvo
- San Nicandro
- Santeramo
- Spinazzola
- Terlizzi
- Toritto
- Trani
- Triggiano
- Turi
- Valenzano